# Jozef Raskin
Jozef Maria Raskin (Stevoort, 21 de junho de 1892 - Dortmund, 18 de outubro de 1943) foi um artista, pintor, desenhista e missionário scheutista belga que serviu na Primeira Guerra Mundial e se tornou missionário na China de 1920 a 1934. Mais tarde, durante a Segunda Guerra Mundial, ele foi convocado para o exército belga como capelão e foi conselheiro pessoal do rei Leopoldo III.
Enquanto operava sob o codinome Leopold Vindictive 200 para a resistência belga, em 1º de maio de 1942 ele foi preso pela Gestapo, julgado e condenado, e em 18 de outubro de 1943 foi guilhotinado. Uma estátua em homenagem ao seu serviço está em Aarschot. Após a Segunda Guerra Mundial, um livro sobre as façanhas de Raskin em ambas as guerras mundiais foi escrito por Jozef De Vroey, ele próprio um padre católico e sobrevivente de ambos os conflitos, sob o título Pater Raskin in de beide wereldoorlogen.